# انريكو شيرينزى
انريكو شيرينزى (14 نوفمبر 1984 بتشيزينا في إيطاليا - ) هو لاعب كرة قدم إيطالي في مركز الدفاع. لعب مع إنتر ميلان ونادي ثون ونادي فولن ونادي كروتوني ونادي لوزيرن ونادي لوغانو ونادي يانغ بويز.

## وصلات خارجية
- انريكو شيرينزى على موقع قاعدة بيانات كرة القدم.إي يو (الإنجليزية)
- انريكو شيرينزى على موقع عالم كرة القدم.نت (الإنجليزية)
- انريكو شيرينزى على موقع AS.com (الإسبانية)